# José de Benito Mampel
José de Benito Mampel (1901 - 1992) fue un jurista español, catedrático de Derecho Mercantil.
Hijo del catedrático Lorenzo de Benito y Endara (1855-1932), precursor de los estudios de Derecho Mercantil en España y figura notable del sector liberal del Claustro de la Universidad de Salamanca a fines del siglo XIX, José de Benito fue profesor ayudante de su padre en la Universidad Central de Madrid, hasta que en abril de 1928, obtuvo la cátedra de Mercantil de la Universidad de Murcia, que desempeñó hasta diciembre de 1929, fecha en la que se trasladó a la de la Facultad de Derecho de la Universidad de Salamanca. 
Miembro fundador del Grupo de Acción Republicana liderado por Manuel Azaña, al proclamarse la Segunda República fue nombrado agregado al ministro de Instrucción Pública, Marcelino Domingo, y poco después, fiscal del Tribunal de Cuentas, cargo que simultaneó con los de secretario del Consejo Ordenador de la Economía Nacional y con el de representante del Ministerio de Industria y Comercio en la Comisión de Auxilio femenino. 
Refugiado en Francia al terminar la guerra, José de Benito se exilió primero en Colombia, trasladándose en 1942 a México. En 1945, al producirse la dimisión del Juan Negrín López como presidente del Consejo de Ministros de la República en el exilio, el nuevo presidente, José Giral, le nombró subsecretario de la Presidencia del Gobierno, cargo que ocupó primero en México y después en París hasta 1947. 
En 1957 regresó a España desde Francia, solicitando en 1962 su reintegración al escalafón de catedráticos, petición que fue atendida en 1963, año en que pasó a desempeñar nuevamente la cátedra de Derecho Mercantil de la Universidad de Murcia, desde la que se trasladaría a la Universidad de Valencia, en cuya Facultad de Ciencias Económicas y Empresariales se jubiló como decano.